# Angelic Layer
Angelic Layer (jap. エンジェリックレイヤー Enjerikku Reiyā), zwane również Battle Doll Angelic Layer (jap. 機動天使エンジェリックレイヤー Kidō Tenshi Enjerikku Reiyā) – manga grupy Clamp i powstałe na jej podstawie anime.

## Manga
Manga napisana przez CLAMP została skompilowana w 5 tomikach i wydana w latach 1999-2001 w Japonii przez wydawnictwo Kadokawa Shoten. Była też publikowana w magazynie „Gekkan Shōnen Ace”.
| Nr | Data wydania (język japoński) | ISBN (język japoński)  |
| -- | ----------------------------- | ---------------------- |
| 1  | 25 czerwca 1999               | ISBN 978-4-04-713283-2 |
| 2  | 6 marca 2000                  | ISBN 978-4-04-713319-8 |
| 3  | 28 listopada 2000             | ISBN 978-4-04-713375-4 |
| 4  | 25 kwietnia 2001              | ISBN 978-4-04-713414-0 |
| 5  | 21 września 2001              | ISBN 978-4-04-713454-6 |

## Anime
Seria telewizyjna Angelic Layer stworzona przez studio Bones i Dentsu liczy sobie 26 odcinków i była emitowana na kanale TV Tokyo od 1 kwietnia 2001 do 2 września 2001. Siedem woluminów anime zostało wydane przez ADV Films na kasetach VHS i płytach DVD w 2003 r. Zostało ponownie wydane w 2005.

## Fabuła
Główną postacią w Angelic Layer jest 12-letnia Misaki Suzuhara, która przeprowadziła się do swojej rodziny do Tokio. Po przybyciu do miasta na wielkim ekranie obok Stacji Tokio zauważa bojową lalkę Athenę, walczącą ze swoim przeciwnikiem. Zainteresowało ją to i już wkrótce zaczyna się zagłębiać w świat popularnej zabawy, zwanej Angelic Layer, w której gracze (zwani Deus) kupują i samodzielnie kreują lalki zwane aniołami (angels). Anioły są poruszane siłą woli swojego Deusa po torze zwanym "layer" (warstwą). Layery są jednak bardzo drogie i większość ludzi używa ich odpłatnie przy stanowiskach w kafejkach internetowych.
Ekscentryczny mężczyzna, noszący biały kitel i ciemne okulary, zwący sam siebie "Icchan" (Itchan), zachęca Misaki do zakupu i stworzenia swojego własnego anioła. Misaki nadaje swojemu nowemu aniołowi imię Hikaru, wzorując się na Hikaru Shidou z mangi CLAMP Wojowniczki z Krainy Marzeń, ponieważ chce by jej anioł był "niewielką, ale silną i szczęśliwą dziewczyną" jak jej imienniczka i ona sama (Rayearth jest popularną mangą w świecie Angelic Layer i Misaki identyfikuje się z Hikaru). Pomimo że Misaki jest totalnie zielona w tej grze, niedługo potem bierze udział w turnieju, w którym asystuje i doradza jej Icchan. Jak się później okazuje, Icchan naprawdę nazywa się Ichiro Mihara i jest jednym z twórców gry Angelic Layer.
Misaki zaczyna uczęszczać do akademii Eriol, w której naucza się od poziomu przedszkola do liceum. Zaprzyjaźnia się z przedszkolaczką Hatoko Kobayashi, która jest znanym Deusem i ekspertką w dziedzinie Angelic Layer. Jej niesamowicie szybki anioł Suzuka jest faworytem podczas rozgrywek turniejowych. Misaki zaprzyjaźnia się też z Koutarou Kobayashi, starszym bratem Hatoko, oraz jego przyjaciółką Tamayo Kizaki, która fascynuje się sztukami walki. Obydwoje okazują się chodzić do tej samej klasy, co ona.
Misaki jako cel obiera sobie odnalezienie swojej matki, której nie widziała od czasu, gdy zaczęła chodzić do szkoły. Dowiaduje się, że chcąc wynaleźć idealną protezę, która pomogłaby jej w walce ze stwardnieniem rozsianym (ze względu na które porusza się na wózku inwalidzkim), postanowiła asystować nad rozwojem gry Angelic Layer i jest Deusem anioła Atheny oraz championką Angelic Layer (wersja historii w anime).
Manga Angelic Layer jest umieszczona w tym samym świecie co Chobits, ale rozgrywa się parę lat przed wydarzeniami przedstawionymi w tej drugiej. Icchan odgrywa ważną rolę w mandze Chobits, ale jego wkład w anime został zminimalizowane do jednej sceny. Icchan znajduje się przez chwilę na ekranie Chobits, ale nie zostaje nazwany z imienia. Minoru, młodszy brat Kaede, również występuje w Chobits. W mandze matka Misaki nie ma stwardnienia rozsianego i nie korzysta z wózka inwalidzkiego. Zakończenie mangi też jest odrobinę inne.

## Bohaterowie
- Misaki Suzuhara (jap. 鈴原みさき Suzuhara Misaki)

Seiyū: Atsuko Enomoto 
- Ichirō Mihara (jap. 三原一郎 Mihara Ichirō)

Seiyū: Masaya Onosaka 
- Kōtarō Kobayashi (jap. 小林虎太郎 Kobayashi Kōtarō)

Seiyū: Jun Fukuyama 
- Tamayo Kizaki (jap. 木崎珠代 Kizaki Tamayo)

Seiyū: Satsuki Yukino 
- Hatoko Kobayashi (jap. 小林鳩子 Kobayashi Hatoko)

Seiyū: Yuri Shiratori 
- Ōjiro Mihara (jap. 三原王二郎 Mihara Ōjirō)

Seiyū: Sōichirō Hoshi 

## Crossover
Oprócz wspólnych postaci, które przewijają się głównie w Chobits, można zauważyć też inne podobieństwa.
- Po licznych spekulacjach fanów, Ichiro Mihara uważa się go za zmarłego męża Chitose Hibiyi i głównego twórcę persoconów w Chobits. Dwa pierwsze wyjątkowe persocony stworzył dla swojej żony, by zastępowały jej dzieci, których nie mogła mieć. Zostały one nazwane Freya i Elda, później znana jako Chii. W anime Chobits żona wspomina o nim "Anata" (on) lub "Dear" (ukochany), a w mandze mówi o nim "Ichiro" lub "Mihara" i pomimo że we wspomnieniach w mandze i anime nigdy nie jest ukazana jego cała twarz, jest niezwykle podobny do Icchana z Angelic Layer. Przyczyna jego śmierci w serii Chobits nigdy nie została wspomniana.
- Kaede Saito pojawia się w Chobits jako zmarła starsza siostra Minoru Kokubunji.
- Akademia Eriol, w który się większość głównych postaci z Angelic Layer, zdaje się być nazwana imieniem Eriola Hiiragizawa z Cardcaptor Sakura.
- Imię jednego anioła, Shirahime, to imię księżniczki z mangi Shirahime-syo.
- W trzecim odcinku, piosenka którą śpiewa Icchan podczas treningu Misaki to "Catch You, Catch Me", która jest piosenką z pierwszego albumu innej mangi CLAMP "Cardcaptor Sakura".
- Anioł Misaki zwany Hikaru jest imieniem postaci głównej bohaterki z Wojowniczki z Krainy Marzeń. Nawet całkiem podobnie wygląda. Jednakże w anime Misaki mówi, że Hikaru jest nazwana imieniem jej ukochanej lalki, którą zostawiła w domu dziadków po przeprowadzce do Tokio).
- Piffle Princess to sklep, w którym Misaki kupuje zaopatrzenie dla Hikaru. Sklepy pod tą nazwą istnieją również w innych mangach CLAMP jak Cardcaptor Sakura, xxxHOLiC czy Chobits.
- Tak jak Sakura Kinomoto z mangi Cardcaptor Sakura używa słowa "hoe!", tak Misaki lubi używać "na!" oraz "eeks!".
- Hatoko wygląda bardzo podobnie do Tomoyo Daidouji, przyjaciółki Sakury z Cardcaptor Sakura, która występuje także epizodycznie w Tsubasa Reservoir Chronicle.
- Mihara to nazwisko używane przez dwie znane postacie z mang CLAMP – Chiharu Mihara z Cardcaptor Sakura i Icchan Mihara z Angelic Layer. Nazwisko Chiharu, którego używa też Icchan także wskazuje na to, że jest mężem Chitose Hibiya z Chobits. Chitose używa nazwiska Mihara w innej pracy CLAMP, a mianowicie Kobato..
- w 7 tomie mangi Chobits na 16 stronie, gdy Minoru opowiada o śmierci swoje siostry Kaede Saito, możemy zobaczyć w tle postacie Misaki, Sai i Ohjiro stojących koło jej łóżka opłakujących jej śmierć.
- w 8 tomie mangi Chobits legendarne lalki Angelic Layer lub ich pierwowzory są ukazane, gdy Chitose opowiada Motosuwie o prawdzie o wcześniejszych pracach jej męża.